# Краљево
Краљево је градско насеље и седиште истоимене територијалне јединице у Србији. Административни је центар Рашког управног округа. Према попису из 2022. било је 57.432 становника. Налази на трима рекама: Ибар, Западна Морава и Рибница, као и између планина Котленик на северу и Столови на југу. Градски грб се састоји од седам круна, што симболизује седам крунисања краљева у манастиру Жича, који се налази на 5 km од центра града.

## Етимологија
Најстарије познато име насеља, за које постоји писани извор, је Рудо Поље. Под тим именом се помиње 1476. у турском катастарском попису Смедеревског санџака. Након доласка Турака на просторе данашњег Краљева и околине освајачи су једноставно превели име на турски језик, што гласи Каран Оваси. Народ је то поједностављено изговарао Карановац. Исти назив забележен је и у попису из 1528, а затим се јављала двојност назива, те се 1576. у различитим изворима наводи као Рудо Поље или као Карановац. На молбу мештана Карановца, након крунисања Милана Обреновића за краља у манастиру Жичи, име града указом је промењено у Краљево 19. априла 1882. Назив се задржао до после Другог светског рата, а 6. јула 1949. преименовано је у Ранковићево, по Александру Ранковићу и тај назив носило је до 8. јануара 1955. године, када је враћено име Краљево.

## Географија
Град Краљево има 64.175 становника, а шире општинско подручје има 124.554. Налази се у централном делу Србије, на 43°43' сгш и 20°41' игд, на ушћу Ибра у Западну Мораву, у западнопоморавској котлини између питомих шумадијских и суровијих старовлашких и копаоничких планинских масива, на надморској висини од просечних 206 m.
Географску особеност Краљева употпуњују и делови речних токова Ибра и Западне Мораве са притокама. Краљевачки део Западне Мораве има благе падине испресецане потоцима и речицама, које су у вишим деловима обрасле листопадном шумом, а у нижим су засађени воћњаци и виногради. Поред саме реке простиру се водоплавне, плодне равнице погодне за гајење пољопривредних култура. Највећа притока Западне Мораве је река Гружа. Река Ибар се одликује буковима и слаповима, великим бројем притока и богатим рибљим фондом. Атрактивност Ибарске клисуре, чије су падине стрме, често огољене и расечене споредним поточним и речним клисурама, огледа се, пре свега, у кривудавом току реке. Највеће десне притоке Ибра су Гвоздачка река, Магласица и Рибница, а са леве у Ибар утичу Студеница, Дубочица, Пивница и Лопатница. Све су бистре планинске реке, прозирно зеленкасте боје, пуне брзака и мањих водопада. Пар километара пре Краљева, Ибар излази из клисуре и постепено се смирује, све до ушћа у Мораву. Треба поменути и планине које се налазе у околини Краљева: Гоч (1.216 m), Столови (1.375 m), Троглав (1.177 m), Чемерно (1.579 m), Радочело (1.643 m) и друге. Обрасле су шумом (на нижим надморским висинама буква, јела, липа, јасен, а на вишим четинари) а обилују пашњацима и разноврсним планинским биљем.

### Клима
Клима у Краљеву је умерено континентална, тако да се климатски фактори мењају у зависности од годишњег доба. Оваква клима а и географски положај условљава и инсолацију - у летњем периоду просечно 8,5 сунчаних сати дневно, а годишњи просек је 5,5. Средња годишња температура у самом граду је 11 °C, лети око 22 °C а зими око 0 °C (највећа летња, забележена 22. јула 1939, била је 44,3 °C, а најнижа зимска, 13. фебруара 1935. године -25,4 °C). Јак ветар (кошава) је одлика позне јесени, зиме и раног пролећа а у остало доба године дувају блажи западни и северозападни ветрови.
| Клима Краљева              | Клима Краљева | Клима Краљева | Клима Краљева | Клима Краљева | Клима Краљева | Клима Краљева | Клима Краљева | Клима Краљева | Клима Краљева | Клима Краљева | Клима Краљева | Клима Краљева | Клима Краљева |
| Показатељ \ Месец          | .Јан.         | .Феб.         | .Мар.         | .Апр.         | .Мај.         | .Јун.         | .Јул.         | .Авг.         | .Сеп.         | .Окт.         | .Нов.         | .Дец.         | .Год.         |
| -------------------------- | ------------- | ------------- | ------------- | ------------- | ------------- | ------------- | ------------- | ------------- | ------------- | ------------- | ------------- | ------------- | ------------- |
| Средњи максимум, °C (°F)   | 3 (37)        | 6 (43)        | 11 (52)       | 16 (61)       | 21 (70)       | 23 (73)       | 26 (79)       | 26 (79)       | 23 (73)       | 17 (63)       | 8 (46)        | 4 (39)        | 26 (79)       |
| Средњи минимум, °C (°F)    | −3 (27)       | −1 (30)       | 2 (36)        | 6 (43)        | 11 (52)       | 13 (55)       | 15 (59)       | 15 (59)       | 11 (52)       | 7 (45)        | 1 (34)        | −1 (30)       | −3 (27)       |
| Количина падавина, mm (in) | 62 (24,4)     | 55 (21,7)     | 57 (22,4)     | 72 (28,3)     | 103 (40,6)    | 103 (40,6)    | 95 (37,4)     | 77 (30,3)     | 82 (32,3)     | 76 (29,9)     | 80 (31,5)     | 69 (27,2)     | 931 (366,6)   |
| Извор:                     |               |               |               |               |               |               |               |               |               |               |               |               |               |

## Историја
Далека историја околине Краљева, али и географски положај и појединачна археолошка открића указују на постојање насеобине и 2000 година пре нове ере. На основу досадашњих истраживања најстарији трагови материјалне културе потичу са неолитских локалитета Дивље поље у Ратини и Лађариште у селу Врњци.
Могуће је да је грчки утицај стигао до ових крајева још у 4. веку пре нове ере, што показују грчки шлем, златни и ћилибарски накит, керамичко посуђе, пронађени на чувеним археолошким налазиштима са ширег подручја Ибра и Западне Мораве.
Сматра се да је Ибарска долина, као природна саобраћајница, довела и Римско царство. Стварањем римских провинција на Балкану територија данашњег града и околине постаје гранична зона између Горње Мезије и Далмације. Ови крајеви били значајни за Римљане због рудног богатства и постојања геотермалних извора. Из античког периода потиче и вотивна ара посвећена Јупитеру, пронађена у горњем Лашцу, као и цигларска пећ откривена у Чибуковцу.

### Средњи век
Према неким претпоставкама, доњи Ибар је „првобитна српска област“, најстарије језгро привредног, друштвеног и политичког живота код Срба. Српска држава Рашка настала је у 11. веку, а малобројни подаци говоре да је област Краљева у најактивнијем делу српске државе. О томе сведоче и бројни манастири: Студеница (1188) - задужбина и маузолеј Стефана Немање; Жича - од 1219. године седиште српске аутокефалне архиепископије и место крунисања српских краљева; затим Љубостиња, Градац, Стара Павлица и средњовековни град Маглич.
Село Рудо Поље, из ког је настало Краљево, основано је у другој половини 14. века. Овај крај пао је под турску власт коначним падом Српске деспотовине 1458—1459. године.

### Турска владавина
Током турске владавине насеље Рудо Поље је постало познато под именом Карановац. Бржи развој Карановца отпочео је у доба аустријске окупације северне Србије од 1718. до 1739. године. Пожаревачким миром 1718. године установљена је граница на Западној Морави између Аустрије и Турске. Карановац постаје важно погранично насеље и стециште одбеглих Турака из Чачка, Крагујевца и других насеља која су припадала Аустрији.
Преко ове паланке одвијала се трговина караванским саобраћајем. У Карановцу се налазио караван-серај, који је изгорео у аустријско-турском рату 1737—1739. године, када је и само насеље порушено и попаљено. Сем тога, у Карановцу је поред земљорадње било развијено и занатство. Тако је ова паланка 40-их година 18. века постала једно од највећих турских насеља у овом делу Србије.

### Модерно доба
Српски устаници су 1805. освојили Карановац и спалили га. Друштвено-економски живот Карановца у време устаничких година био је жив. На рушевинама старе турске вароши израстао је нови српски Карановац, који постаје живо трговачко и занатско место, значајна војна база, саобраћајни чвор и административно-судски центар нахије. После паљења и рушења Карановца 1805. године протерано је муслиманско становништво. Почели су да пристижу Срби занатлије и трговци, који су заменили муслимане.
Карановац је до 1819. био седиште пожешке нахије. Градски камени православни храм градио је и украсио 1823. године "сопственим иждивенијем" кнез Милош Обреновић. Карановац постаје 1838. године седиште истоимене општине и среза у саставу Чачанског округа. Значај Карановца је порастао премештањем Окружног начелства и Окружног суда из Чачка 1853. године, а 1854. године у њега је пресељено и седиште епископа жичког, где се и данас налази. Карановац није дуго остао седиште округа јер су окружна начелства већ 1859. године враћена у Чачак.
Током Првог светског рата аустроугарске трупе су окупирале Краљево. Оне су ушле у град 6. новембра 1915. године. Окупационе власти је дочекала делегација на челу са Јтадашњим председником општине Јовицом Стојковићем, која је предала град. Међутим, након предаје града, током уласка окупационих трупа, у самом центру Краљева погинуо је немачки каплар Франц Милер. Да би заштитили Краљево од пљачке, његови најугледнији грађани су прикупили новац и позајмили су га Општини на име контрибуције, који је предат окупатору. Касније је овај новац био враћен Општини. Српске трупе су 9. октобра 1918. (ст. кл.) године заузеле Краљево.
Током Другог светског рата Краљево је поприште борби. Током устанка 1941. снаге четника и партизана заједнички су нападали немачки гарнизон у Краљеву. У октобру је извршено масовно стрељање талаца, када је Краљево задесио један од највећих злочина на простору окупиране Србије за време Другог светског рата, који су извршиле немачке окупационе снаге. Догађај је познат под називом Масакр у Краљеву. Ово је назив за масовна стрељања грађана Краљева од 15-20. октобра 1941. Стрељања су се догодила у знак одмазде због устаничког дејствовања у околини града, односно како би се терором деблокирао град. Први таоци су узети 14. октобра, потом је у ноћи 15/16. октобра стрељано 1736 људи. Два дана касније је још једна велика група грађана заробљена на превару и стрељана два дана касније, што је исходило укупним потврђеним бројем од 2196 људи који су евидентирани именом и презименом од чега 54 Руса, око 60 Словенаца и других. Укупан број страдалих цивила на краљевачком подручју износи 2255. Масакр у Краљеву је коинцидирао с много познатијим масакром у Крагујевцу. Из Краљева је 1942. са 400 вагона пренета велика хала (300×70×30 метара) Државне фабрике авиона Краљево коју је употребила немачка „Rax-Werk Ges.mbH” код Винер Нојштата, где су присилни радници радили оружје великих габарита (локомотиве, тенкове, авионе, ракете В-2). Хала је једина која је преживела савезничка бомбардовања и још данас носи име „Serbenhalle“ (српска хала) као складиште. Осим одмазде у самом граду, немачка војска је одмазду у јесен 1941. године спроводила и у околним селима Жичког среза. До сада је поименице утврђено 264 лица која су страдала у овим немачким казненим ескпедицијама.
Збивања у Краљеву су године 1975. послужила као подлога за играни филм Црвена земља.
Поред немачке војске, и бугарска војска је на подручју Краљева током Другог светског рата вршила ратне злочине. Немачке оперативне турпе у Србији, које су морале да се пребаце на Источни фронт, замениле су трупе Првог окупационог корпуса из Бугарске, потчињене немачком Војном заповеднику Србије. На подручје Врњачке Бање и околних села бугарске трупе пристижу почетком јануара 1942. године, а у јуну у Краљево долази бугарска 9. пешадијска дивизија. Бугарски војници су били смештени на Ратарском имању, у касарни и коњушници у Хаџи-Милентијевој улици (данашње насеље Моше Пијаде), а становали су у Старој железничкој колонији. Штаб 9. дивизије је у априлу 1943. године заменила 24. пешадијска дивизија. Главни задатак бугарских трупа је био да обезбеђују важне саобраћајнице. Убрзо по доласку у Краљево, бугарски војници су почели да изазивају инциденте, нападајући и жене и децу. Становништво је највише страховало од крађа које су бугарски војници често вршили. Као изговор су коришћени и претреси, које су бугарске трупе вршиле и самостално и у сарадњи са Немцима. Једна од највећих заједничких акција две окупаторске војске спроведена је 23. фебруара 1943. године, када је спроведена блокада Краљева и том приликом је ухаппшено око 150 лица, махом чланова КПЈ и СКОЈ-а и њихових симпатизера. Бугарске трупе су на подручју Краљева остале до повлачења у августу 1944. године. По досадашњим подацима, бугарска војска је директно одговорна за смрт 41 лица, 4 силовања и десетине претупчених и опљачканих грађана. Поред тога, бугарске трупе су одговорне и за стрељања у току 1943. године која су извршиле заједно са Немцима.
Током јесени 1944. Краљево са околином било је поприште шестонедељних борби између совјетско-југословенских снага с једне, и немачке Армијске групе Е с друге стране, познатих под називом Краљевачки мостобран. Ослобођено је 29. новембра 1944. Тај датум је годинама обележаван као дан града, али је 1998. за ту намену узет 7. октобар (по јулијанском календару 24. септембар), који представља смрт Стефана Првовенчаног.
Краљево и околину је 3. новембра 2010. погодио земљотрес у којем су погинуле две особе, а повређено је више 100.

## Демографија
У насељу Краљево живи 55407 пунолетних становника, а просечна старост становништва износи 41,0 година (39,5 код мушкараца и 42,3 код жена).
Ово насеље је великим делом насељено Србима (према попису из 2011. године), а у последњем попису примећен је пораст у броју становника.
|             | \| Демографија[16] \| Демографија[16] \| Демографија[16] \| \| Година \| Становника \| Становника \| \| --------------- \| --------------- \| --------------- \| \| 1948. \| 11.200 \| \| \| 1953. \| 15.152 \| \| \| 1961. \| 20.490 \| \| \| 1971. \| 27.839 \| \| \| 1981. \| 52.485 \| \| \| 1991. \| 57.926 \| 56.831 \| \| 2002. \| 57.411 \| 59.424 \| \| 2011. \| 64.175 \| \| \| 2022. \| 61.490 \| \| |            |
| Демографија | |            |
| Година      | Становника | Становника |
| 1948.       | 11.200 |            |
| 1953.       | 15.152 |            |
| 1961.       | 20.490 |            |
| 1971.       | 27.839 |            |
| 1981.       | 52.485 |            |
| 1991.       | 57.926 | 56.831     |
| 2002.       | 57.411 | 59.424     |
| 2011.       | 64.175 |            |
| 2022.       | 61.490 |            |

| Етнички састав према попису из 2022.‍ | Етнички састав према попису из 2022.‍ | Етнички састав према попису из 2022.‍ | Етнички састав према попису из 2022.‍ | Етнички састав према попису из 2022.‍ |
| ------------------------------------ | ------------------------------------ | ------------------------------------ | ------------------------------------ | ------------------------------------ |
|                                      |                                      |                                      |                                      |                                      |
| Срби                                 | Срби                                 |                                      | 56.590                               | 92,03%                               |
| Роми                                 | Роми                                 |                                      | 842                                  | 1,35%                                |
| Црногорци                            | Црногорци                            |                                      | 173                                  | 0,28%                                |
| Македонци                            | Македонци                            |                                      | 115                                  | 0,18%                                |
| Југословени                          | Југословени                          |                                      | 134                                  | 0,21%                                |
| Хрвати                               | Хрвати                               |                                      | 76                                   | 0,12%                                |
| Муслимани                            | Муслимани                            |                                      | 23                                   | 0,04%                                |
| Бугари                               | Бугари                               |                                      | 15                                   | 0,02%                                |
| Мађари                               | Мађари                               |                                      | 21                                   | 0,00%                                |
| Словенци                             | Словенци                             |                                      | 15                                   | 0,00%                                |
| Албанци                              | Албанци                              |                                      | 9                                    | 0,00%                                |
| Горанци                              | Горанци                              |                                      | 37                                   | 0,00%                                |
| Немци                                | Немци                                |                                      | 6                                    | 0,01%                                |
| Руси                                 | Руси                                 |                                      | 46                                   | 0,01%                                |
| Румуни                               | Румуни                               |                                      | 5                                    | 0,01%                                |
| Словаци                              | Словаци                              |                                      | 3                                    | 0,00%                                |
| Украјинци                            | Украјинци                            |                                      | 10                                   | 0,00%                                |
| Русини                               | Русини                               |                                      | 0                                    | 0,00%                                |
| Бошњаци                              | Бошњаци                              |                                      | 17                                   | 0,00%                                |
| Чеси                                 | Чеси                                 |                                      | 0                                    | 0,00%                                |
| Буњевци                              | Буњевци                              |                                      | 2                                    | 0,00%                                |
| непознато                            | непознато                            |                                      | 2.629                                | 4,27%                                |

| \| \| м \| \| \| ж \| \| ? \| 201 \| \| \| 212 \| \| 80+ \| 254 \| \| \| 392 \| \| 75—79 \| 642 \| \| \| 838 \| \| 70—74 \| 1.128 \| \| \| 1.302 \| \| 65—69 \| 1.571 \| \| \| 1.793 \| \| 60—64 \| 1.576 \| \| \| 1.773 \| \| 55—59 \| 1.330 \| \| \| 1.551 \| \| 50—54 \| 2.149 \| \| \| 2.372 \| \| 45—49 \| 2.353 \| \| \| 2.673 \| \| 40—44 \| 1.922 \| \| \| 2.207 \| \| 35—39 \| 1.735 \| \| \| 1.923 \| \| 30—34 \| 1.825 \| \| \| 1.950 \| \| 25—29 \| 2.093 \| \| \| 2.125 \| \| 20—24 \| 2.119 \| \| \| 2.204 \| \| 15—19 \| 1.978 \| \| \| 1.931 \| \| 10—14 \| 1.729 \| \| \| 1.640 \| \| 5—9 \| 1.618 \| \| \| 1.506 \| \| 0—4 \| 1.458 \| \| \| 1.338 \| \| Просек : \| 37,9 \| \| \| 39,7 \| |       |  |  |       |
| |       |  |  |       |
| | м     |  |  | ж     |
| ? | 201   |  |  | 212   |
| 80+ | 254   |  |  | 392   |
| 75—79 | 642   |  |  | 838   |
| 70—74 | 1.128 |  |  | 1.302 |
| 65—69 | 1.571 |  |  | 1.793 |
| 60—64 | 1.576 |  |  | 1.773 |
| 55—59 | 1.330 |  |  | 1.551 |
| 50—54 | 2.149 |  |  | 2.372 |
| 45—49 | 2.353 |  |  | 2.673 |
| 40—44 | 1.922 |  |  | 2.207 |
| 35—39 | 1.735 |  |  | 1.923 |
| 30—34 | 1.825 |  |  | 1.950 |
| 25—29 | 2.093 |  |  | 2.125 |
| 20—24 | 2.119 |  |  | 2.204 |
| 15—19 | 1.978 |  |  | 1.931 |
| 10—14 | 1.729 |  |  | 1.640 |
| 5—9 | 1.618 |  |  | 1.506 |
| 0—4 | 1.458 |  |  | 1.338 |
| Просек : | 37,9  |  |  | 39,7  |

| Година пописа     | 1948. | 1953. | 1961. | 1971. | 1981.  | 1991.  | 2002.  |
| ----------------- | ----- | ----- | ----- | ----- | ------ | ------ | ------ |
| Број домаћинстава | 4.260 | 4.946 | 6.611 | 9.160 | 16.993 | 18.585 | 19.360 |

| Број чланова      | 1     | 2     | 3     | 4     | 5     | 6   | 7   | 8  | 9  | 10 и више | Просек |
| ----------------- | ----- | ----- | ----- | ----- | ----- | --- | --- | -- | -- | --------- | ------ |
| Број домаћинстава | 3.414 | 4.586 | 4.093 | 4.909 | 1.558 | 595 | 145 | 29 | 14 | 17        | 2,97   |

| Пол    | Укупно | Неожењен/Неудата | Ожењен/Удата | Удовац/Удовица | Разведен/Разведена | Непознато |
| ------ | ------ | ---------------- | ------------ | -------------- | ------------------ | --------- |
| Мушки  | 22.876 | 6.720            | 14.467       | 881            | 656                | 152       |
| Женски | 25.246 | 5.503            | 14.720       | 3.424          | 1.464              | 135       |
| УКУПНО | 48.122 | 12.223           | 29.187       | 4.305          | 2.120              | 287       |

| Пол    | Укупно                    | Пољопривреда, лов и шумарство | Рибарство                            | Вађење руде и камена | Прерађивачка индустрија       |
| ------ | ------------------------- | ----------------------------- | ------------------------------------ | -------------------- | ----------------------------- |
| Мушки  | 10.635                    | 166                           | 0                                    | 12                   | 2.967                         |
| Женски | 8.754                     | 103                           | 0                                    | 2                    | 2.240                         |
| Укупно | 19.389                    | 269                           | 0                                    | 14                   | 5.207                         |
|        |                           |                               |                                      |                      |                               |
| Пол    | Производња и снабдевање   | Грађевинарство                | Трговина                             | Хотели и ресторани   | Саобраћај, складиштење и везе |
| Мушки  | 259                       | 789                           | 1.466                                | 269                  | 1.276                         |
| Женски | 126                       | 241                           | 1.600                                | 345                  | 405                           |
| Укупно | 385                       | 1.030                         | 3.066                                | 614                  | 1.681                         |
|        |                           |                               |                                      |                      |                               |
| Пол    | Финансијско посредовање   | Некретнине                    | Државна управа и одбрана             | Образовање           | Здравствени и социјални рад   |
| Мушки  | 128                       | 221                           | 1.569                                | 356                  | 446                           |
| Женски | 189                       | 204                           | 614                                  | 750                  | 1.459                         |
| Укупно | 317                       | 425                           | 2.183                                | 1.106                | 1.905                         |
|        |                           |                               |                                      |                      |                               |
| Пол    | Остале услужне активности | Приватна домаћинства          | Екстериторијалне организације и тела | Непознато            | Непознато                     |
| Мушки  | 377                       | 3                             | 4                                    | 327                  | 327                           |
| Женски | 301                       | 6                             | 0                                    | 169                  | 169                           |
| Укупно | 678                       | 9                             | 4                                    | 496                  | 496                           |

## Привреда
Поред улоге општинског и административног центра, град Краљево има и улогу економског трговинског и индустријског центра југозападне Србије, центра где су концентрисани скоро сви привредни капацитети. Град Краљево спада у групу привредно развијених градова у Републици Србији. Привредна активност се одвија у 11 сектора, али највећи утицај на привредна кретања имају предузећа из трговине и прерађивачке индустрије. Захваљујући добром географско-саобраћајном положају, град Краљево је трговински центар Рашког округа. Такође, близина аеродрома „Морава“ у Лађевцима који се од пролећа 2012. године користи за карго саобраћај, а од 2019. године се користи и за цивилни, од велике је важности за град Краљево због поспешивања извоза (посебно пољопривредних производа), али и доприноса развоју туризма. Основне карактеристике привредне структуре Краљева чине:
1. Географија, плодно земљиште и рудна налазишта условили су да доминантне привредне гране у Краљеву буду пољопривреда, металопрерађивачка и ватростална индустрија, дрвна индустрија, грађевинарство и трговина.
2. Привреда града Краљева располаже са 74% вредности имовине и 72% капитала Рашког округа.
3. Према подацима Агенције за привредне регистре, у Краљеву послује 1.128 привредних друштава и 533 предузетника.
4. Највећи утицај на привредна кретања на територији града Краљева остварују делатности трговине и прерађивачке индустрије. То су уједно и сектори у којима послује највећи број предузећа на територији града Краљева. У области трговине активно је 410 предузећа или 36,35%, а у области прерађивачке индустрије 277 предузећа или 24,56%.

### Туризам
У околини Краљева има много бањских лечилишта: Врњачка, Матарушка, Богутовачка, Витановачка и Сирчанска бања.
Током целе године се одржавају туристичко-културне манифестације, Краљевачко културно лето, пасуљијада, разни сајмови, концерти, а највећа је и најпознатија манифестација Весели спуст низ Ибар од Маглича до Краљева.
У непосредној близини Краљева налази се Жича (13. век), један од најзначајнијих и најрепрезентативнијих српских средњовековних манастира. Манастир Студеница, који је основао Стефан Немања 1190, још је један од бисера српског средњовековног градитељства и један од највећих и најбогатијих манастира Српске православне цркве, који се налази на територији Краљева. Од 1986. године се налази на листи светске културне баштине и под заштитом је UNESCO-a.

### Саобраћај
Захваљујући свом повољном географском положају, Краљево је постао и велика саобраћајна раскрсница Србије. Кроз град пролазе значајне друмске саобраћајнице.
Ибарска магистрала је пут који следи природни ток реке Ибар, пролази кроз Краљево и, преко Горњег Милановца и Љига, спаја северне делове Србије са Косовом и Метохијом и Црном Гором. Током реке Мораве пролази пут који се пружа правцем исток - запад земље, па се њиме из Републике Српске и Црне Горе, преко Краљева, најбрже путује до Крагујевца, Крушевца и даље до Ниша и границе са Бугарском.
Железнички саобраћај је важан фактор привредног развоја једног краја, јер је то најјефтинији вид транспорта робе за потребе индустрије и трговине, као и људи. Краљево је на раскрсници магистралног правца Пожега - Сталаћ, који повезује пруге Београд - Бар и Београд - Ниш, са правцем Београд - Лапово - Крагујевац - Косово Поље и даље преко Македоније за Солун. Овде се налази Железничка станица Краљево.
Војни аеродром Краљево-Лађевци ускоро би требало да постане и цивилни аеродром, чиме би Краљево добило и везу са светом. 5. октобра 2011. на краљевачки аеродром Морава слетео је први цивилни авион, чиме је овај, раније искључиво војни аеродром, почео да функционише као мешовита војно–цивилна ваздушна лука.
Међу путницима на тридесетоминутном лету из Београда били су председник Србије Борис Тадић, министар одбране Драган Шутановац и министар економије и развоја Небојша Ћирић.
Према плану, од пролећа 2012. године аеродром ће бити отворен за редован саобраћај мањих авиона до 100 путника.
Укупна вредност инвестиције је 32 милиона евра.
Цивилни и војни део аеродрома биће инфраструктурно одвојени. У првој фази прилагођавања војног аеродрома за цивилни саобраћај биће изграђена пристанишна зграда, контролни торањ, техноекономски блок и изведени радови на уређењу писте.
У наредној фази реконструкције, планираној за 2012. годину, овај аеродром ће бити ваздушна лука за велике летелице и слетање под свим временским условима. Биће то, после београдског и нишког, трећи аеродром у Србији са међународним карактеристикама.

## Култура
У Краљеву и околини има много културно-историјских споменика: Господар Васин конак Господар Васин конак у Краљеву (тренутно у поседу СПЦ), манастири Жича и Студеница и средњовековни град Маглич.
Народна библиотека „Стефан Првовенчани“ је основана 1945. године. Претеча данашње установе је Читаоница карановачка, основана 1868. године. Књижни фонд библиотеке чини 200.000 јединица, фонд периодике 176 наслова часописа и 26 наслова новина. Библиотека поседује електронски каталог свог целокупног фонда. Од 1971. године библиотека објављује часопис за књижевност, културу и уметност „Повеља“. Библиотека има развијену културно - образовну делатност, организује књижевне вечери, промоције, предавања, изложбе и програме за децу, а такође се бави и издавачком делатношћу. Библиотека је и организатор најзначајније манифестације у култури Краљева, Жичког духовног сабора - Преображење, на којој се додељује престижна књижевна награда Жичка хрисовуља.
Народни музеј у Краљеву, основан 1950. године, бави се заштитом културних добара, истраживачким и научним радом. Вредни и репрезентативни предмети смештени су у оквиру историјске, етнолошке, археолошке и уметничке збирке. У музејској галерији, поред репрезентативних изложби, одржавају се и концерти класичне музике.
Организовану заштиту архивске грађе спроводи Историјски архив Краљево, који има око 280 фондова и пет збирки. Ова установа поседује богату библиотеку, која омогућава успешнији рад како радницима Архива тако и онима који у научно-истраживачком раду користе архивску грађу.
Краљевачко позориште је основано 1949. године као професионално позориште под називом Народно позориште Краљево. Током година постојања неколико пута је мењан статус ове установе од професионалног, преко аматерског да би од 1996. године поново добило статус професионалног под називом Краљевачко позориште.
Завод за заштиту споменика културе у Краљеву је један од највећих у Републици Србији. Његове основне делатности су заштита као и рестаурација културно-историјских споменика, научноистраживачки рад и презентације културног наслеђа, за чије је спровођење надлежан у чак 26 општина Републике.
Свој допринос у неговању и развијању културе дају и Културно-просветна заједница, Књижевни клуб „Краљево“, Удружење ликовних уметника „Владислав Маржик“, Културни центар „Рибница“, Мултимедијални центар „Кварт“ и други.
Овде се налази Културни центар „Рибница” Краљево.

## Образовање
Веома брз и динамичан развој града омогућио је да Краљево израсте у један од највећих школских центара овог дела Србије.
Предшколско образовање организује Предшколска установа „Олга Јовичић Рита“. Предшколска установа има 11 објеката целодневног боравка, девет у граду, један у Матарушкој Бањи и један у Ушћу.
На територији града Краљева основно образовање је организовано у 21 школи, а средњошколско у 10 школа. Најстарија средња школа на територији града је Пољопривредно-хемијска школа „Др Ђорђе Радић“, уједно и најстарија пољопривредна школа у Србији (основана 1882. године). Краљевачка гимназија је основана 1909. године, Шумарска школа 1899, Машинско - техничка школа 1934. Остале краљевачке средње школе су отворене после Другог светског рата. То су Медицинска школа, Електро-саобраћајна школа, Економско-трговинска школа, Музичка школа „Стеван Мокрањац“, Уметничка школа, Основна и средња школа за децу ометену у развоју „Иво Лола Рибар“.
Најстарија високошколска установа у Краљеву, и једина са седиштем у граду, је Машински факултет, основан 1976. године. Остале високошколске установе су заступљене по принципу научних центара изван матичног седишта. То су Факултет за трговину банкарство „Јанићије и Даница Карић“ (Алфа универзитет, Београд; бивши Универзитет Браћа Карић) и Београдска пословна школа.

## Симболи града Краљева
Град Краљево има своје симболе. Симболи града Краљева су грб и застава. Краљево је грб и заставу усвојило у децембру 1997. године. Аутор је Мијат Ивановић, правник из Беча, пореклом Краљевчанин.
Грб града Краљева користи се у два нивоа и то: Основни грб Краљева, Велики грб Краљева, Застава града Краљева.

## Спорт
Краљево је град дуге спортске традиције. Успешан рад више спортских клубова, организација и удружења чини значајан сегмент укупног друштвеног живота. Успеси краљевачких спортиста побуђују пажњу, не само домаће, већ и светске јавности. Почетак организованих активности најуспешнијих спортских клубова Краљева везан је за период после Другог светског рата.
Тако је 1954. године основан, данас најуспешнији спортски колектив, одбојкашки клуб Рибница. Краљево је један од ретких градова где је одбојка спорт број један, а Рибница је, после првих корака на европској сцени 1979. године, данас једини краљевачки прволигаш који се такмичио у Купу Европске одбојкашке конфедерације.
Фудбал је најпопуларнији и најмасовнији спорт којим се у Краљеву организовано бави око хиљаду фудбалера у педесетак клубова, који се такмиче у више лига. Најуспешнији фудбалски клуб, Слога, после више сезона проведених у Српској лиги, успешно представља град и у савезном рангу такмичења, Другој лиги.
Успеси краљевачке кошарке везују се за клубове Слога и Машинац. Сретен Драгојловић, Драган Тодорић, Љубодраг Симоновић и Владе Дивац само су нека од познатих кошаркашких имена која су поникла у хали крај Ибра. 1998. године се навршава педесет година постојања Слоге која се неколико година такмичила у Првој савезној лиги бивше Југославије, тада најјачем европском националном шампионату. Моментално, Слога игра у Првој лиги. Кошаркашки клуб Машинац је за врло кратак временски период прошао пут од оснивања до Прве лиге.
Од 1984. године до данас популарни „Студенти“ су били најуспешнији у Регионалној, Другој српској, Јединственој српској и Другој лиги, да би две године били чланови Прве лиге.
Поред ових најпопуларнијих спортова, у граду егзистира и велики број других спортских колектива који не само да не заостају, већ су неки од њих по успешности у самом врху спорта Србије. Тако карате клуб „Слога“ већ годинама у Краљево доноси медаље са такмичења широм света. То је стабилан прволигаш у коме тренира и неколико репрезентативаца Србије, а посебну пажњу заслужује Иван Матић, светски шампион и један од најбољих каратиста у земљи. Слично је и са џудо клубом „Машинац“. чланица овог клуба, Марија Драговић постала је светска првакиња у самбоу на недавно одржаном Првенству света у Новом Саду. Својим радом истичу се и чланови кајак клуба „Ибар“ који су недавно прославили 50-то годишњицу успешног рада. Кајакаш „Ибра“, Горан Јовановић најуспешнији је спортиста Краљева за 1997. годину. Солидне резултате бележе и кик боксери „Краљева“, једног од најперспективнијих клубова у земљи, а боје града успешно бране и шаховски клуб „Слога“, рукометни клуб „Металац“, куглашки клуб „Ибар“, атлетски клуб „Краљево“, бициклистички клуб „Металац“, „клуб екстремних спортова „Баунти“”. Архивирано из оригинала 24. 07. 2008. г., боксерски клуб „Металац“, смучарски клуб „Гоч“, ауто-мото клуб „Награда Краљева“, стонотениски клуб „Металац“, аеро-клуб „Михајло Петровић“, параглајдинг клуб „Еол“. Тениски клуб „Краљево"је забележио добре резултате.
Нова хала спортова у Краљеву има 3350 седишта, изузетно је модеран спортски објекат са свим пратећим садржајима. Ова дворана испуњава све потребне услове за такмичења. Нова хала поседује сертификат ФИБА (светска кошаркашка федерација), као и одбојкашке и рукометне Федерације. Поред спортских дешавања, у њој се могу одржавати и друге манифестације.

## Партнерски градови
- Сент Фоа ле Лион, Француска
- Зенденхорст, Немачка
- Ален, Немачка
- Зелена Гора, Пољска
- Марибор, Словенија
- Лод, Израел
- Иваново (Русија), Русија
- Плужине, Црна Гора
- Котор Варош, Босна и Херцеговина
- Јужни Јуклид (Охајо), Сједињене Америчке Државе

## Познати Краљевчани
- Лепа Лукић, певачица рођена у Милочају поред Краљева.
- Предраг Живковић Тозовац, певач и композитор народне и фолк музике.
- Миле Игњатовић, српски фолк певач.
- Проф. др. ум. Миодраг Кркобабић, визуелни уметник и професор аудовизуелних композиција
- Новица Неговановић, певач рођен у Адранима поред Краљева.
- Александар Тришовић, фудбалер.
- Љубодраг Симоновић, кошаркашки репрезентативац и освајач златне медаље 1970. године на Светском првенству у Љубљани
- Василије Мицић, кошаркаш, освајач бронзане олимпијске медаље и европски вицешапмион
- Нина Мицић, српска сноубордерка и учесница на Зимским олимпијским играма 2014. у Сочију.
- Горан Петровић, писац.
- Јован Курсула, војвода, познат као највећи српски мегданџија у Првом српском устанку, сахрањен у селу Цветке.
- Дејан Алексић, писац и песник.
- Драган Хамовић, писац и песник.
- Ирена Јовановић Пуцаревић, водитељка.
- Владан Холец, глумац, познат по улози Милета у Отписанима и Брзог у филму Валтер брани Сарајево
- Марко Николић, глумац
- Лидија Вукићевић, глумица
- Небојша Дугалић, глумац
- Миша Дугалић, новинар
- Горан Маслар, новинар, аутор емисије Коридори
- Милан Петровић, историчар, аутор емисија „Осма врата” и „Додатни час”
- Александар Срећковић, глумац
- Иван Бекјарев, глумац
- Лаза Ристовски, рок музичар (почетак школовања и почетак каријере у Краљеву).
- Драги Јелић и Жика Јелић, рок музичари
- Слободан Стојановић Кепа, рок музичар
- Петар Луковић, новинар
- Весна Змијанац, певачица
- Снежана Ђуришић, певачица
- Миша Мијатовић, композитор
- Драган Тодорић, кошаркаш Слоге и Партизана, касније дугогодишњи директор клуба КК Партизан
- Александар Трифуновић, фудбалер Слоге и Партизана.
- Александар Луковић, фудбалски репрезентативац и бивши фудбалер Црвене звезде
- Драган Младеновић, бивши фудбалер Црвене звезде и репрезентације
- Ненад Ковачевић, бивши фудбалер Црвене звезде
- Иван и Милан Дудић, бивши фудбалери Црвене звезде
- Владимир Богдановић, фудбалер Црвене звезде
- Дејан Лекић, фудбалер Црвене звезде
- Љубиша Милојевић, фудбалер Слоге и Црвене звезде
- Дејан Брђовић, српски одбојкаш и репрезентативац Југославије, освајачица бронзане олимпијске медаље
- Никола Ковачевић, одбојкашки репрезентативац, европски шампион
- Урош Ковачевић, одбојкашки репрезентативац, европски шампион
- Срећко Лисинац, одбојкашки репрезентативац, европски шампион
- Владо Петковић, одбојкашки репрезентативац
- Мина Поповић, одбојкашка репрезентативка, освајачица бронзане олимпијске медаље, светска и европска шампиона
- Ненад Крстић, српски кошаркаш, светски и еврошски вицешампион
- Радивоје Стефановић, рок музичар
- Пеђа Нерић, модни креатор
- Мира Траиловић, редитељ
- Драгана Варагић, глумица
- Момчило-мома Станојевић, виолиниста, концертмајстор Народног Оркестра РТС-а
- Влада Пановић, шеф Народног оркестра РТС-а
- Коста Цукић, министар финансија у Влади кнеза Михаила
- Драгослав Рачић, артиљеријски капетан прве класе Југословенске војске у Краљевини Југославији и командант Церско-мајевичке групе корпуса Југословенске војске у отаџбини током Другог светског рата
- Велибор Џомић, подгорички парох, доктор правних наука и члан Удружења књижевника Србије
- Томислав Чоловић, српски певач народне музике
- Лука Илић, професионални тенисер
- Јелена Ерић, професионална бициклисткиња
- Александар Перишић, стенд-ап комичар
- Миленко Веснић, државник, дипломата, политичар и научник
- Љубомир Ј. Новаковић, министар народне привреде 1902.-1903.
- Аврам Ћирић Ердоглија (1880—1912), краљевачки фотограф који имао први фото-атеље у граду.
- Миливоје Црвчанин, композитор и професор Државног конзерваторијума за православно-класичну музику.
- Добривоје Божић, проналазач кочионог система код возова.
- Владислав Маржик, сликар
- Наталија Белимарковић, прва школована бабица у Краљеву
- Стојан Стојић, први српски бициклиста и први српски учесник Тур де Франса
- Марко Гобељић, фудбалер
- Душан Јагликин, писац и новинар
- Љубинко Дугалић, песник

### Учесници олимпијских игара из Краљева
- Дале Нишавић - бициклиста, Олимпијске игре у Берлину, 1936.
- Стојан Стојић, бициклиста, ЛИО 1936. Берлин.
- Сретен Драгојловић (1938) — кошарка, СФРЈ, ЛОИ Рим 1960.
- Миодраг Тодосијевић (1941—1982) — атлетика, ЛОИ Мексико сити 1968.
- Радош Чубрић (1934—2017) — бициклизам, СФРЈ, ЛОИ Минхен 1972.
- Љубодраг Симоновић (1949) — кошарка, СФРЈ, ЛОИ Минхен 1972.
- Биљана Петровић (1961) — атлетика, СФРЈ, ЛОИ Сеул 1988.
- Рајко Чубрић (1958) — бициклизам, СФРЈ, ЛОИ Сеул 1988.
- Радиша Чубрић (1962) — бициклизам, Независни олимпијски учесници, ЛОИ Барселона 1992.
- Дејан Брђовић (1966) — одбојка, СР Југославија, ЛОИ Атланта 1996.
- Вељко Петковић (1977) - одбојка, СР Југославија, ЛОИ Сиднеј 2000.
- Ненад Крстић (1983) — кошарка, Србија и Црна Гора, ЛОИ Атина 2004.
- Никола Ковачевић (1983) — одбојка, Србија, ЛОИ 2008. Пекинг и ЛОИ 2012. Лондон
- Владо Петковић (1983) — одбојка, Србија, ЛОИ 2008. Пекинг и ЛОИ 2012. Лондон
- Урош Ковачевић (1993) — одбојка, Србија, ЛОИ 2012. Лондон
- Нина Мицић (1991) — сноуборд, Србија, ЗОИ 2014. Сочи
- Невена Јовановић - кошарка, Србија, ЛИО 2016. Рио де Жанеиро , ЛОИ 2020. Токио и ЛОИ 2024. Париз
- Мина Поповић (1994) — одбојка, Србија, ЛОИ 2020. Токио
- Василије Мицић - кошарка, Србија, ЛОИ 2024. Париз

## Галерија
- Трг Јована Сарића
- Поглед са Краљевачке терасе
- Пешачка зона и хотел Турист
- Гимназија Краљево
- Саборна црква у Краљеву
- Аеродром Морава
- Манастир Студеница
- Манастир Студеница
- Манастир Жича
- Манастир Жича
- Споменик српским ратницима у Краљеву
- СОС дечје село Берановац
- Обала Ибра у Матарушкој Бањи
- Језеро на Гочу
- Спомен-парк Краљевачки октобар
- Споменик отпора и победе
- Архив у Краљеву
- Мост Миломира Главчића
- Ибар кеј у Краљеву 2022.г.
- Манастир Градац
- Горња Савина испосница
- Богутовачка Бања
- Река Лопатница
- Матурски плес
- Матарушка Бања
- Аџића кућа
- Планина Гоч
- Маглич фест